# Žabí muži

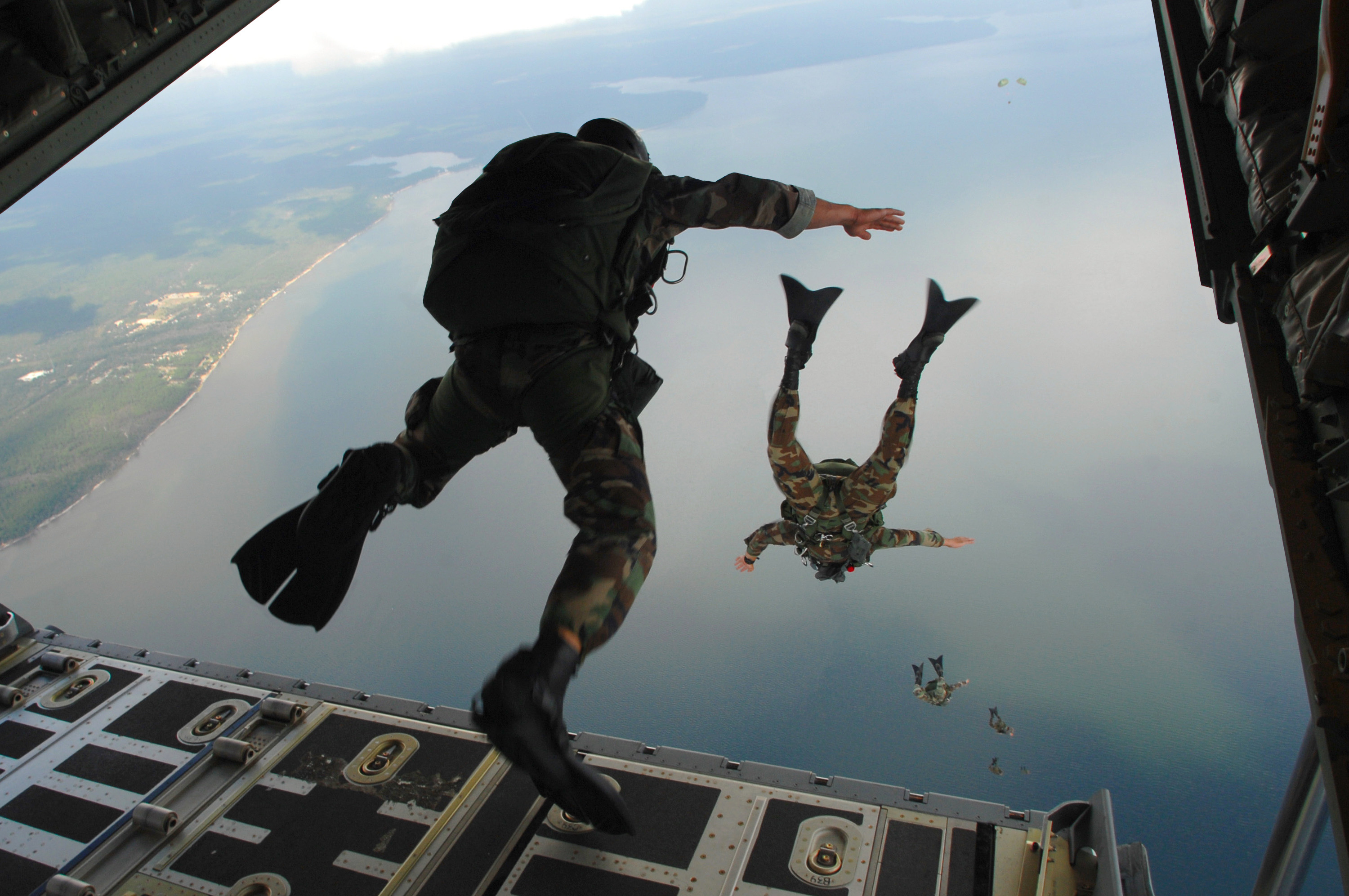
Skupinový seskok žabích mužů z letounu C-130J Hercules

Souslovím žabí muži bývají označovány specializované elitní vojenské nebo i policejní jednotky (často jsou součástí válečného námořnictva), speciálně vycvičené a vyškolené zpravidla pro diverzní boj ve vodě či přímo pod vodní hladinou. Kromě základního vojenského a potápěčského výcviku musí tito muži zvládat další vojenské technické odbornosti zejména diverzní povahy (např. kladení min, odstraňování náloží, útok proti hladinovému či ponornému plavidlu apod.).

## Přenesený význam slova
V přeneseném významu slova výraz žabí muž představuje synonymum pro jakéhokoliv potápěče obecně.